# Onitis dispar
Onitis dispar är en skalbaggsart som beskrevs av Louis Albert Péringuey 1896. Onitis dispar ingår i släktet Onitis och familjen bladhorningar. Inga underarter finns listade i Catalogue of Life.